# Schloss Bächingen

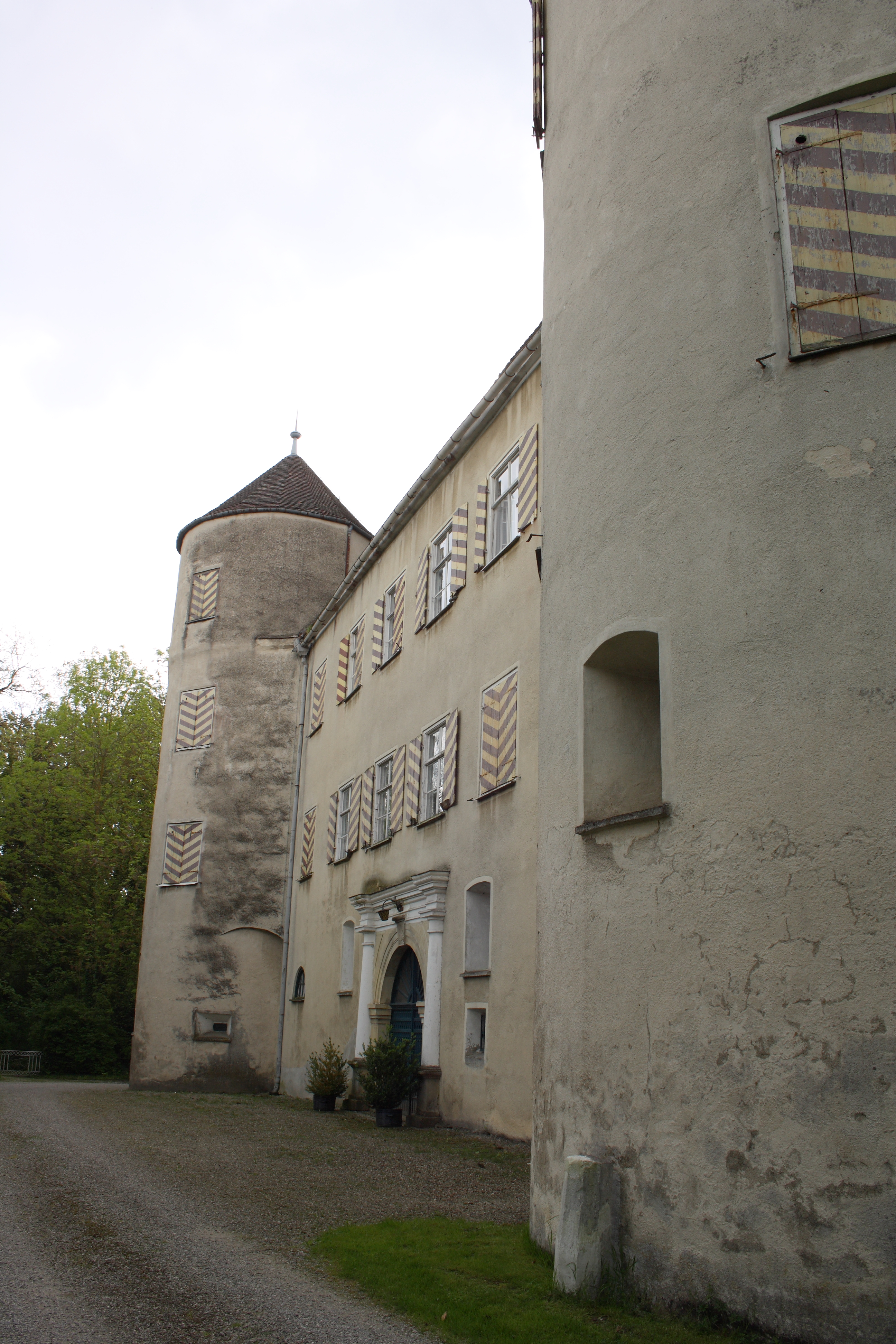
Nordseite des Schlosses

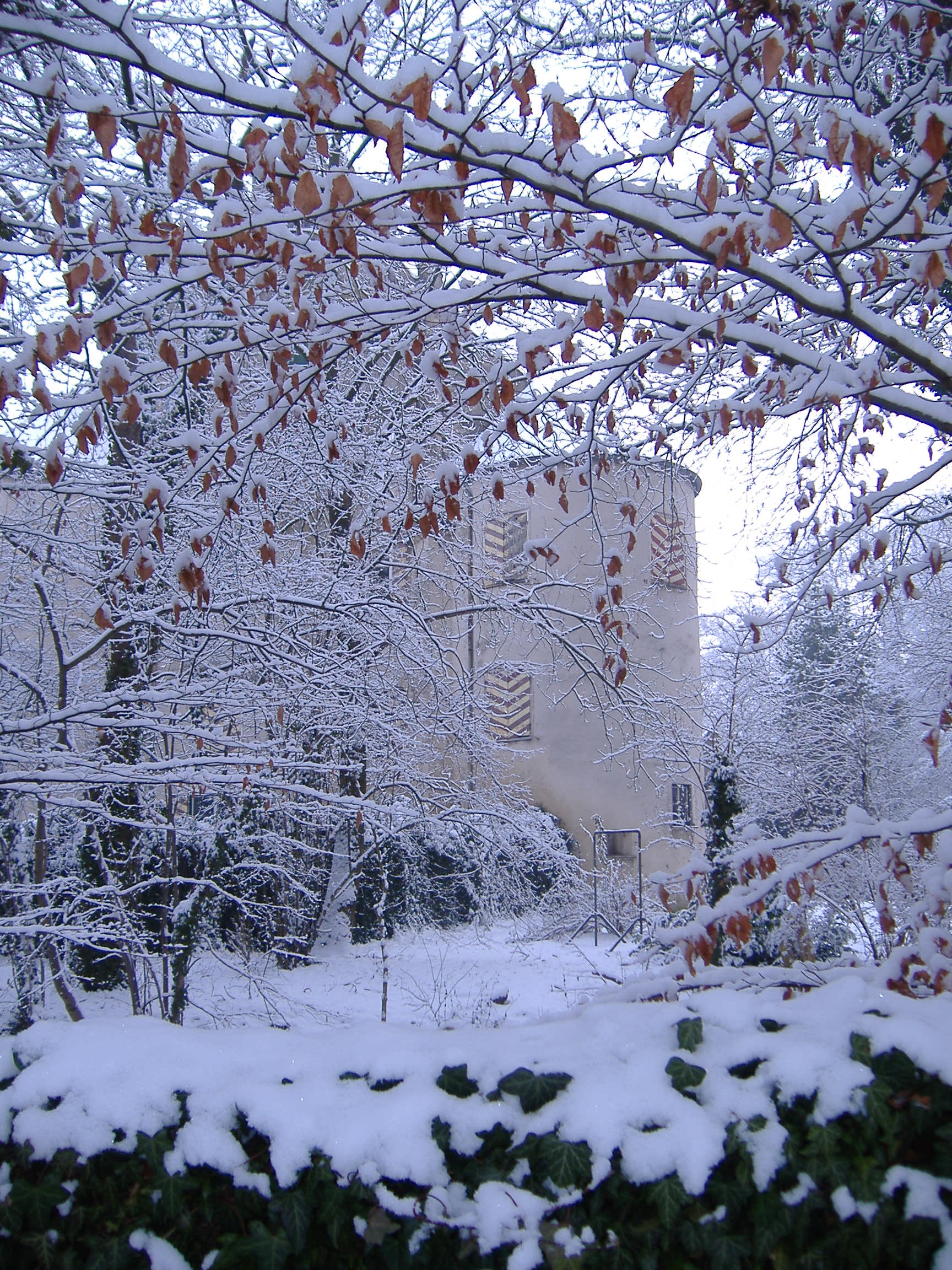
Das Schloss im Winter

Schloss Bächingen ist ein imposantes, jedoch weitgehend schmuckloses Gebäude mit vier Rundtürmen im Stil der Renaissance mit spätgotischen Elementen. Es liegt in der Gemeinde Bächingen an der Brenz (am Ostrand der Schwäbischen Alb) im Landkreis Dillingen in Schwaben.

## Geschichte
Im 16. Jahrhundert gelangte der Herrensitz Bächingen in die Hände der Ritterfamilie von Westernach. Ab 1531 ließen Bernhard von Westernach und seine Frau Margaretha von Westernach, geborene von Knöringen († 1553), anstelle eines Vorgängerbaues unmittelbar am Südufer der Brenz ein Wasserschloss erbauen. Die Angabe über die Grundsteinlegung findet sich auf der von Loy Hering gefertigten Bauinschrift über dem Ostportal des Schlosses. Unter deren Sohn Eitelhans von Westernach († 1576) löste sich Bächingen, bisher Hofmark, vom Herzogtum Pfalz-Neuburg und etablierte sich zur reichsritterschaftlichen Herrschaft. Schloss Bächingen wurde damit offizieller "Regierungssitz".
Durch Heirat ging im Jahre 1594 die Herrschaft an die Herren vom Stain über, die bis 1790 in Bächingen regierten und dort die Reformation einführten. Noch heute ist Bächingen eine protestantische Diaspora in strenger katholischer Umgebung. Schließlich kaufte Herzogin Franziska von Württemberg, besser bekannt als Franziska von Hohenheim, den dreigeschossigen Satteldachbau. Die Reichsgräfin hielt in Bächingen eine kleine Hofhaltung und pflegte intensiv ihre musischen Ambitionen. Ein von ihr in den Jahren 1792/93 geplanter, groß angelegter Umbau blieb größtenteils unausgeführt.
Nach dem Tode der Herzogin im Jahre 1811 erbte ihr Kammerherr Karl Axel Ludwig Freiherr von Böhnen das Gut Bächingen und holte die Bibliothek der Herzogin nach Bächingen. Sie enthielt neben mehreren tausend Prachtbänden auch das Original von Schillers erster Jugendschrift (Zum Geburtstag der Herzogin, 1779), wurde jedoch ab 1972 Stück für Stück verkauft. Böhnen verkaufte Schloss und Gut Bächingen 1821 an den soeben geadelten Augsburger Bankier Johann Gottlieb Freiherr von Süßkind, der es als Sommersitz nutzte. Er ließ die meisten der Wirtschaftsgebäude, die das Schloss auf allen Seiten umgaben, abreißen und renovierte das Schloss. Die adelige Familie hatte bis 1988 auch das Patronat über die örtliche Pfarrkirche inne, auf dessen Areal sie einen kleinen Familienfriedhof besitzt. Das Schloss war bis in  fünfte Generation im Besitz der Familie von Süßkind.
Das Schloss ist umgeben von einigen Nebengebäuden, einem naturnahen Park mit altem Baumbestand, der Brenz und einer (teilweise) renovierungsbedürftigen Schlossmauer. Schloss und Park sind der Öffentlichkeit nicht zugänglich, durch die alte Schlossallee auf der Nordseite der Brenz (bestehend aus ungefähr 250 Jahre alten Linden) verläuft jedoch ein öffentlich begehbarer Fuß- und Radweg.

## Baubeschreibung

### Äußeres
Das Schloss hat einen quaderförmigen Grundriss mit vier an den Ecken angesetzten Rundtürmen. Ost- und Westgiebel waren ursprünglich beide von Zinnen geschmückt, jedoch wurden die Zinnen auf dem Ostgiebel bei der letzten Renovierung in den 1950er Jahren abgebrochen. Das Hauptportal auf der Nordseite ist von zwei Halbsäulen umgeben. Über den Nebeneingang an der Ostseite des Schlosses ist eine Inschrifttafel mit dem Allianzwappen der adeligen Familien Westernach/Knöring und einer Wappenhalterin im Kostüm der Zeit eingemauert. Die Inschrift verweist auf die Grundsteinlegung im Jahr 1531 durch Bernnart von westernach Margaret von Knöring sein Hausfraw sambt ir beder liben sonen und vier tochtern.

### Erdgeschoss
Das Erdgeschoss ist von einem gotischen Tonnengewölbe überspannt. Im Südostturm befindet sich das ehemalige Verlies im Originalzustand. Eine breite Prachttreppe aus schwarzem Holz (Mitte 18. Jahrhundert) führt in die Obergeschosse.

### Obergeschosse
Die Obergeschosse wurden zu Beginn des 19. Jahrhunderts im Empirestil umgestaltet. Bemerkenswert sind vor allem der von der bibliophilen Reichsgräfin von Hohenheim um 1800 errichtete ehemalige Bibliotheksraum im 2. Obergeschoss wegen seiner zeitgenössischen Empiretapeten und -malereien sowie der Salon im 1. Obergeschoss, mit klassizistischem Kronleuchter und einem dezenten zeitgenössischen Meublement aus Esstisch, halbhohen Vitrinen und Kommoden.